# Günther Landgraf
Günther Landgraf (ur. 14 września 1928 w Kryrach, zm. 12 stycznia 2006 w Dreźnie) – niemiecki naukowiec, fizyk, były rektor Drezdeńskiego Uniwersytetu Technicznego (1990-1994).

## Życiorys
Urodził się w terenie Bohemii. Przybył do Drezna w 1938 i rozpoczął studia na kierunku fizyka. Ukończył Drezdeński Uniwersytet Techniczny w 1952 roku. Tytuł doktora obronił na tej samej uczelni w 1961, a habilitację w 1969 roku. W 1970 został mianowany profesorem zwyczajnym teorii plastyczności na Uniwersytecie Technicznym w Dreźnie. W 1990 roku został wybrany pierwszym rektorem w wolnych wyborach na to stanowisko. Sprawował je do 1994 roku. Od 1991 roku był dyrektorem naukowym Europejskiego Instytutu Aspirantury na Uniwersytecie Technicznym w Dreźnie (EIAUT/ EIPOS).
Pomimo przejścia na emeryturę w 1996 roku, nie zaprzestał pracy naukowej i codziennie poświęcał kilka godzin na pracę w swoim gabinecie. Jego książki były wysoko oceniane przez specjalistów i naukowców.

## Tytuły
- 1997 honorowy senator Uniwersytetu Technicznego w Dreźnie
- 1994 Order Zasługi Republiki Federalnej Niemiec („Bundesverdienstkreuz”)
- 1990 doktor honoris causa Uniwersytetu Technicznego w Chemnitz
- 1978 Nagroda Państwowa NRD